# Ipomoea kruseana
Ipomoea kruseana là một loài thực vật có hoa trong họ Bìm bìm. Loài này được Matuda mô tả khoa học đầu tiên năm 1966.